# Lago di Casoli
Il lago di Casoli, detto anche di Sant'Angelo, è un bacino artificiale formato nel 1958 dallo sbarramento del fiume Aventino per l'alimentazione della centrale elettrica Acea di Selva d'Altino.

## Posizione
Si trova nel comune di Casoli, in provincia di Chieti, in prossimità del confine con i territori dei comuni di Gessopalena e Civitella Messer Raimondo.

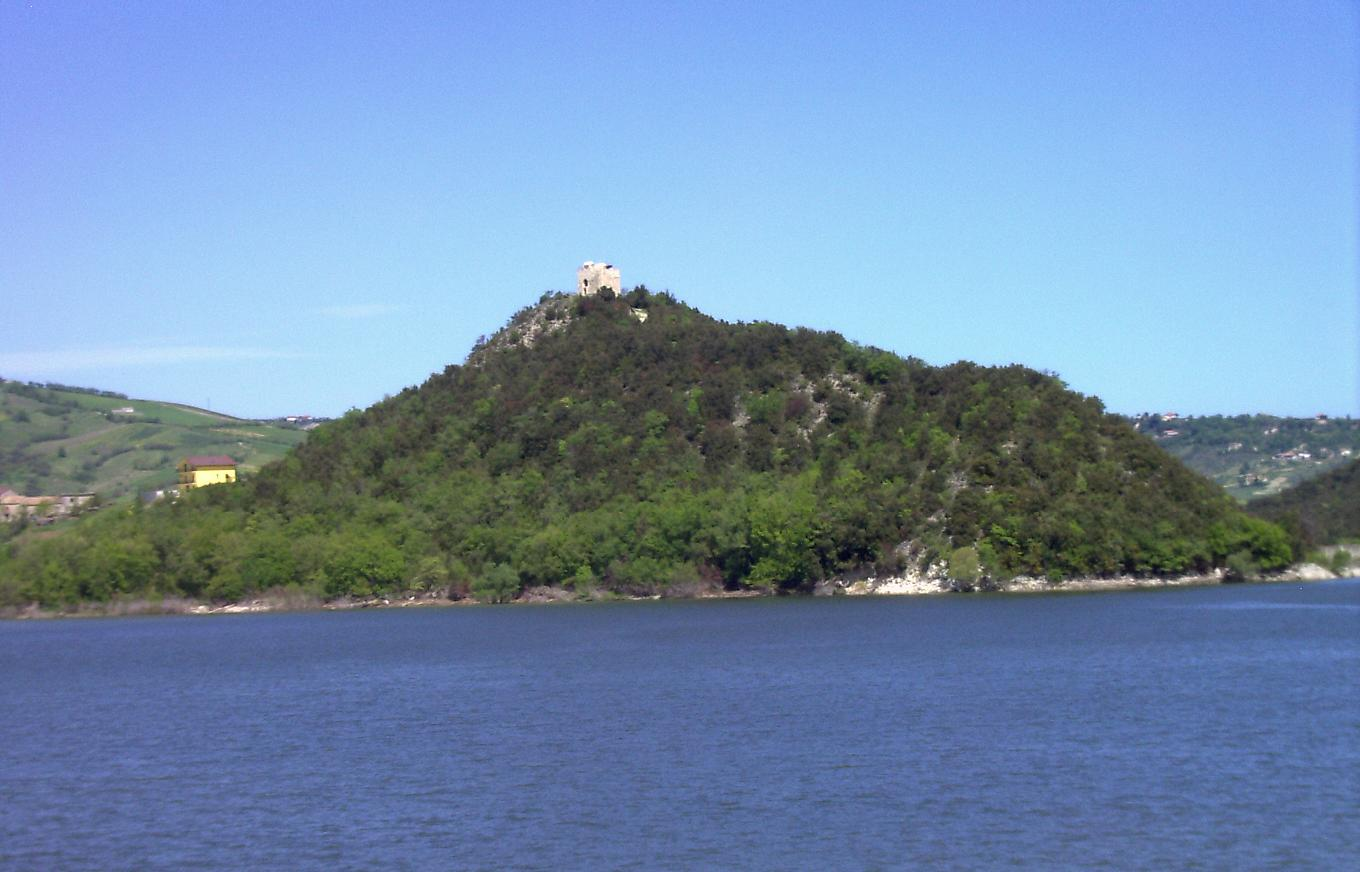
Veduta del Colle del lago e della Torretta di Prata

Il progetto partì nel 1957-58, quando l'ACEA non era ancora nazionalizzata; in contemporanea alla realizzazione del lago di Casoli, veniva realizzato il lago di Bomba, nel comune della val di Sangro vicino Casoli, al fine di creare maggiore energia elettrica. Il progetto dell'ingegnere Molinas, dato che l'energia elettrica interessava in minima parte i piccoli comuni della pianura e della montagna della provincia di Chieti, fu ben accettato dagli abitanti, anche perché la realizzazione della diga avrebbe dato lavoro a dozzine di persone. La centrale idrica ha sede in contrada Sant'Angelo, tra Selva d'Altino e Altino paese; sicché il nome della centrale "S. Angelo", spesso si è sostituita al  comune di Casoli, cui ricade l'appartenenza del territorio lacustre.
All'epoca della realizzazione della diga esisteva ancora un piccolo villaggio con case pagliare, che fu sommerso.
A causa della porosità del terreno, per la realizzazione della centrale  idroelettrica furono iniettate migliaia di tonnellate di cemento, tanto che alcuni residuo furono rinvenuti nel terreno comunale di Villa Santa Maria, a distanza di 20 km di distanza. Quando nel 1962 fu istituzionalizzata la società romana di energia elettrica, il progetto della diga di Casoli immediatamente divenne obsoleto, inoltre aveva alterato i normali cicli climatici dell'autunno-inverno-primavera, determinando un riscaldamento dell'area territoriale tra Gessopalena, Civitella Messer Raimondo, Casoli, Altino e Palombaro. La risorsa del lago da allora è divenuta prettamente turistica, ancora oggi frequentato da comitive presso l'area naturale.

## Flora e fauna
Pur essendo di origine artificiale, oggi costituisce un habitat interessante per la flora (tifa minore) e la fauna (svasso maggiore, martin pescatore, germano reale, folaga, gallinella d'acqua, merlo acquaiolo, ballerina gialla, airone, cicogna e cormorano).

## Natura
La sua posizione risulta molto suggestiva circondato com'è da un'ampia lecceta (il sito di importanza comunitaria Lecceta di Casoli e bosco di Colle Foreste), dominato dalla torre di Prata (la cosiddetta Torretta) e con lo scenario maestoso del versante orientale della Maiella.

## Torretta
Sopra il colle che sovrasta il lago si erge una torre. Nel X secolo è attestato dai documenti un castellum de Prata, di proprietà di Trasmondo conte di Chieti, che concesse dei terreni ai monaci basiliani Ilarione, Nicola Greco, Falco e Orante, perché vi edificassero una piccola cella abbaziale. La cella non fu mai una vera e propria abbazia. Nel periodo unitario la torre fu covo di briganti.
La torre mostra il tipico aspetto del dongione isolato sul colle. L'impianto è quadrato in pietra di fiume, con aperture per gli avamposti di guardia.